# 麦辣鸡腿汉堡
麦辣鸡腿汉堡（英語：McSpicy）是快餐连锁店麦当劳发行的一款漢堡包。该产品在新加坡极受欢迎。

## 概述
麦辣鸡腿汉堡的发行范围包括新加坡、香港、菲律宾和印尼，包含由鸡腿肉制成的炸鸡排，佐以生菜和蛋黄酱。该产品于1999年在全球、新加坡和中國內地推出。
2020年10月，原先在澳大利亚为临时产品的麦辣鸡腿汉堡被列入永久菜单中。该汉堡还在芝加哥的麦当劳全球总部餐厅不定期供应。
麦辣鸡腿汉堡在印度境内的麦当劳作为“McSpicy”系列的一部分销售。
新加坡另有夹带奶酪和番茄的豪华版麦辣鸡腿汉堡，而在越南推出的同名产品则带有番茄。 

## “McSpicy”名称的其他用途
于 1999年5月在英国推出并开展推广活动。2021年，英国麦当劳推出了一款名为“McSpicy”的汉堡，但内部夹有脆皮鸡胸肉、生菜和奶油酱。
韩国另有本地化的“上海麦辣堡”；亦使用了鸡胸肉。
在印度，麦当劳于2011年推出了麦辣鸡肉堡、麦辣烤肉堡、麦辣鸡肉包和麦辣烤肉卷饼，其中麦辣烤肉堡使用了鸡大腿肉。推出后，而麦辣烤肉堡广受欢迎，餐厅每周都售罄。2020年5月，印度麦当劳在其菜单中新增了“麦辣炸鸡”。
2017年5月，挪威推出素食麦辣堡；不含奶酪，适合素食主义者食用。

## 軼事
在台灣，由於許多網民稱吃過勁辣雞腿堡後常有腹瀉情況，因此被戲稱為「勁拉雞腿堡」。